# Хост и хостес-клубы
Хостес-клуб (англ. Host and hostess clubs) — тип ночных клубов, часть японского ночного развлекательного бизнеса мидзу сёбай. 
В заведениях такого типа женский персонал обслуживает мужчин, ищущих выпивку и интересную беседу: закуривают сигареты, предлагают напитки, приготовленные женщиной-барменом, ведут непринужденные беседы и поют в караоке. Хостес выпивают с клиентами каждый вечер, из-за чего у них возникают проблемы с алкоголем. В большинстве баров действует система комиссионных, по которой хостес получают процент от продаж. В хост-клубах персонал мужского пола обслуживает женщин.

## Хостес-клубы

### Япония

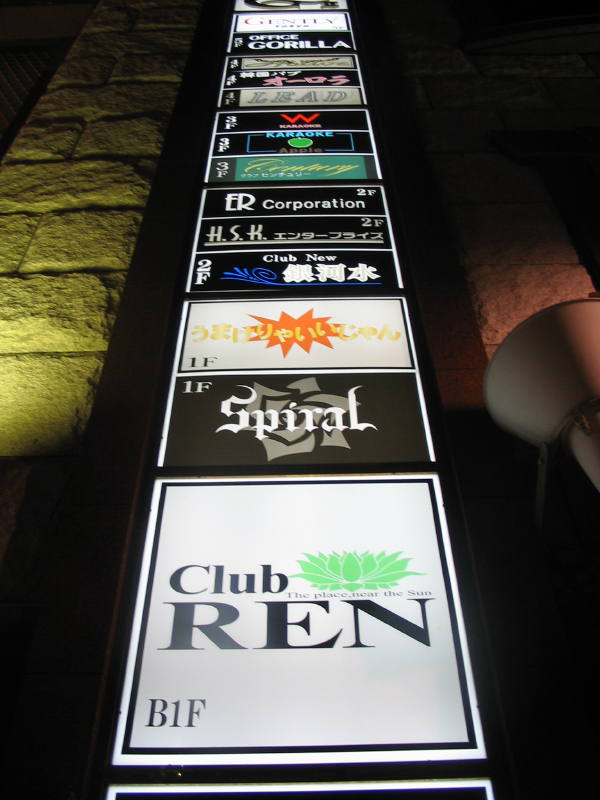
Вывеска хостес-баров в Кабуки-тё, Токио

Японские хостес-клубы называются кябакура (яп. キャバクラ) , слово получено сочетанием слов кябарэ (яп. キャバレー, "Кабаре") и курабу (яп. クラブ, "клуб"). Хостес клуба называют кябадзё: (яп. キャバ嬢), что означает «девушка из кабаре»), как правило хостес используют псевдонимы.
Предприятия могут оплачивать счета хостес-баров, относя это к расходам на корпоративные цели (укрепление доверия среди коллег-мужчин), так, в одном из заведений 90 % всех счетов были оплачены компаниями.
Хостес находится с клиентом определённое количество времени или до тех пор, пока не будет выпито определённое количество напитков.
В хостес-клубах действует политика «никаких прикосновений» — посетителей, пытающихся начать частную или сексуальную беседу, выдворяют. В клубах хостов/хостес в квартале красных фонарей посетителям разрешаются прикосновения выше талии, разговоры на сексуальные темы, поцелуи.
Деятельность обычных хостес-клубов регулируются «Законом о регулировании деятельности предприятий, влияющих на общественную мораль».
Обычным хостес-клубам необходимо разрешение на проведение танцев. Клубы часто проверяются «Комиссией общественной безопасности». Любой клуб, нарушающий разрешённую деятельность, может лишиться лицензии на ведение бизнеса.
Хостесинг — популярный вариант трудоустройства среди молодых иностранок в Японии, при этом большинство типов виз не допускают этот тип работы, поэтому много нелегалов, чьим нестабильным правовым положением пользуются клубы.

#### Закусочные

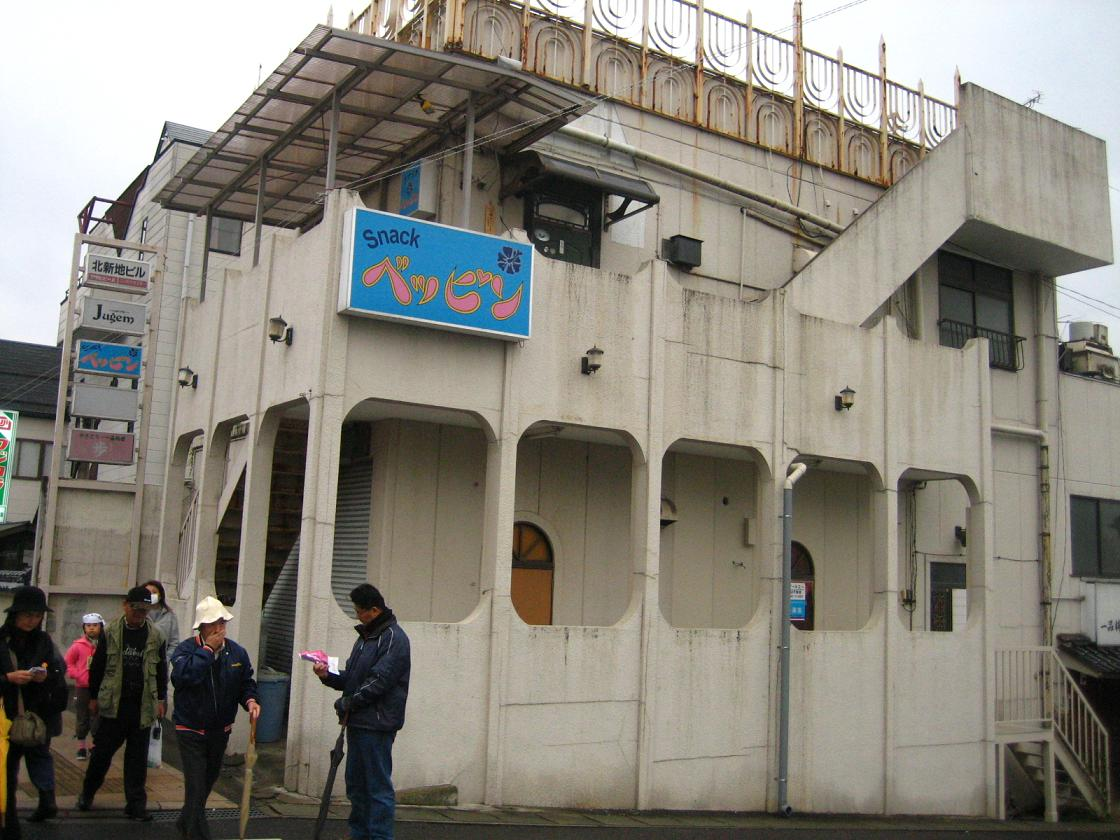
Закусочная в префектуре Фукусима, Япония.

Снэк-бары (яп. スナックバー sunakku bā) — вид хостес-бара, в котором, подавая алкоголь, обслуживающие женщины флиртуют с клиентами-мужчинами. Хотя они не взимают плату за вход (и часто не имеют фиксированных цен в меню), они обычно либо устанавливают произвольную плату, либо взимают фиксированную почасовую плату плюс «сбор за бутылку» (клиенты покупают бутылку на своё имя и сохраняют её для будущих визитов).

### За пределами Японии
Хостес-бары распространены и в других местах, таких как: страны Восточной Азии, Гавайи, Гуам, Калифорния, Британская Колумбия. На Гавайях примерно половина из 300 баров Оаху имеют лицензию на обслуживание хостес-баров.
Некоторые бары в Таиланде называют себя хостес-барами, хотя по сути это гоу-гоу бары, в которых не танцуют.

## Хост-клубы
Хост-клуб (яп. ホストクラブ хосуто-курабу) — клуб, в котором клиенты-женщины платят за мужскую компанию. Располагаются в таких районах, как Кабуки-тё (Токио), а также в Умэда и Намба (Осака). Клиентки — жёны богатых мужчин, женщины, работающие хостес в хостес-клубах, работницы секс-индустрии.
Первый хостес-клуб был открыт в Токио в 1966 году. В 1996 году число хостес-клубов в Токио возросло до 200, а ночь в клубе обходилась в 500—600 долларов США. Объяснение этого феномена сводилось к проблемам с коммуникацией японских мужчин, а также желанием женщин заботиться о мужчине и получать ответную любовь.
Молодые женщины могут накопить большие долги в хост-клубах; некоторые из них начинают заниматься проституцией, чтобы их вернуть.

### Хостес

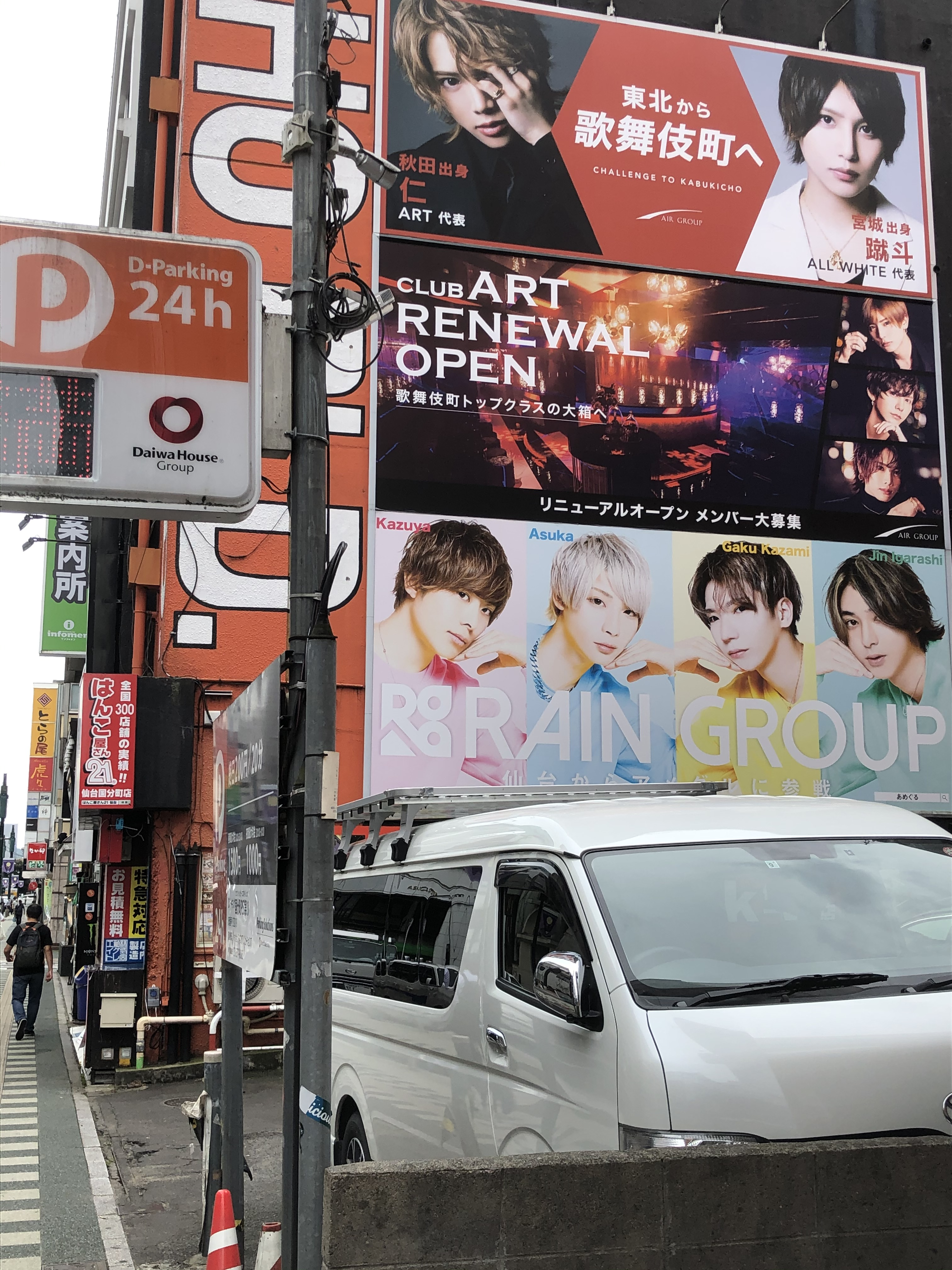
Знак размещен в Кокубунтё, город Сендай

Возраст хостес и хостов обычно колеблется от 18 до 25 лет. У них есть сценическое имя, описывающее их характер. Мужчины-хосты, часто оказываются теми, кто либо не может найти работу в качестве служащего, либо их прельщает перспектива высоких заработков за счет комиссионных.
Некоторые хостес, отправляющиеся на улицы, чтобы найти клиентов, называются кятти (яп. キャッチ kyatchi) (от англ. catch), обычно это молодые, менее опытные хостес. Типичный стиль хостес — тёмный костюм, рубашка с воротником, серебряные украшения, тёмный загар и осветлённые волосы.
Оплата обычно определяется комиссией с продаж напитков. Базовая почасовая заработная плата обычно крайне низкая. В хост-баре царит конкурентная обстановка: хостам, который сможет добиться наибольших продаж, порой предлагают десятки тысяч долларов.

### Напитки
Большинство хост-клубов открываются около 16:00 и должны быть закрыты с полуночи до 2:00 утра.
Покупка бутылок шампанского (яп. シャンパンコール shanpan kōru) и его распитие — часть ритуала. Шампанское пьют прямо из бутылки: сначала гость, затем хостес, а затем остальные хостес. Часто во время питья гостям и хостес под подбородок подкладывают мокрое полотенце, чтобы предотвратить проливание. Представление отличается от клуба к клубу, и считается, что оно возникло в клубе Ryugujo в Кабукитё под руководством менеджера Ёритомо.
Пирамида шампанского (яп. シャンパンタワー shanpan tawā) обычно сооружается для особых мероприятий. Бокалы для шампанского расставляются в пирамиду, и шампанское наливается в верхний бокал до тех пор, пока оно не стечет по слоям бокалов (стоит 500 000-1 000 000 иен (3 500-7 000 долларов США)).

### Этикет
Предлагается меню с доступными хостами (в течение ночи клиент познакомится с большинством хостов), затем клиент решает, какой ведущий ему нравится больше всего, и может сделать его своим хостом (яп. 指名 shimei), купив «бутылку-на-пропуск» (бутылку спиртного, которую можно сохранить для следующего раза). Указанный хост будет получать долю от будущих продаж, связанных с этим клиентом. Большинство клубов работают по системе "Постоянная номинация" (яп. 永久指名 eikyū shimei): после того, как назначен ведущий, клиент не может сменить ведущего в этом клубе.
Иногда хостес может с клиентом пообедать или попеть караоке после закрытия. Это называется "после" (яп. アフター afutā). Можно отправиться в однодневную поездку или путешествие с хостес, но хозяин может отправиться в путешествие только со своим клиентом. Хостес, взаимодействующий с клиентом другого хостес, может быть оштрафован или уволен из клуба. Считается невежливым оставлять клиента одного, это называется "только" (яп. オンリー onrī). Клиента, который ведет себя агрессивно и доставляет неприятности, называют итакяку (яп. 痛客) и могут выгнать из клуба.

### Бизнес-стратегия
Обычно хостес пытаются заставить клиентов почувствовать себя любимыми без секса. Иногда, если клиент платит большую сумму денег или по желанию, хостес может заняться сексом с клиентом. Практикуется регулярная отправка клиентам электронных писем, чтобы гарантировать их возвращение. Также хостес может позвонить своему клиенту.

## Союз Кябакура
Kyabakura Union (яп. キャバクラユニオン Kyabakura Yunion, lit. "Cabaret Club Union") — профсоюз работников японских хостес-клубов. Основан 22 декабря 2009 года и занимается решением следующих проблем: притеснения и невыплата заработной платы. Профсоюз связан с Профсоюзом работников неполного рабочего дня, рабочих, свободных рабочих и иностранных рабочих, часто называемым «Профсоюзом свободных рабочих».

## Китай

### KTV/хостес-бары в Китае
KTV — это источник интерактивных музыкальных развлечений с использованием караоке-бара. Встречаются в странах Восточной Азии и являются основным местом проведения деловых встреч китайцев.

### Хостес в KTV
От хостес ожидается, что они будут оказывать давление на клиентов, чтобы те пили, пели и привлекали как можно больше внимания.
Хостес принижают свой личный и «моральный облик», чтобы удовлетворить чувство мужского удовольствия, что связано с гуаньси (создание иерархической системы социального порядка).

### Последствия массового потребления алкоголя
KTV — это типичное место для китайской деловой практики, где бизнесмены пытаются наладить связи с другими бизнесменами, создав комфортную обстановку предложением тарелок с фруктами, женщин или алкогольных напитков Китайских бизнесменов можно увидеть пьющими байцзю до шести или семи дней в неделю. Массовое употребление алкоголя оказывает негативное воздействие на организм людей, часто посещающих караоке-бары.